# ランド県
ランド県(ランドけん、Landes、ガスコーニュ語: Lanas)は、フランスのヌーヴェル＝アキテーヌ地域圏の県である。

## 歴史

ランヌ地方を現在の県で色分けした図

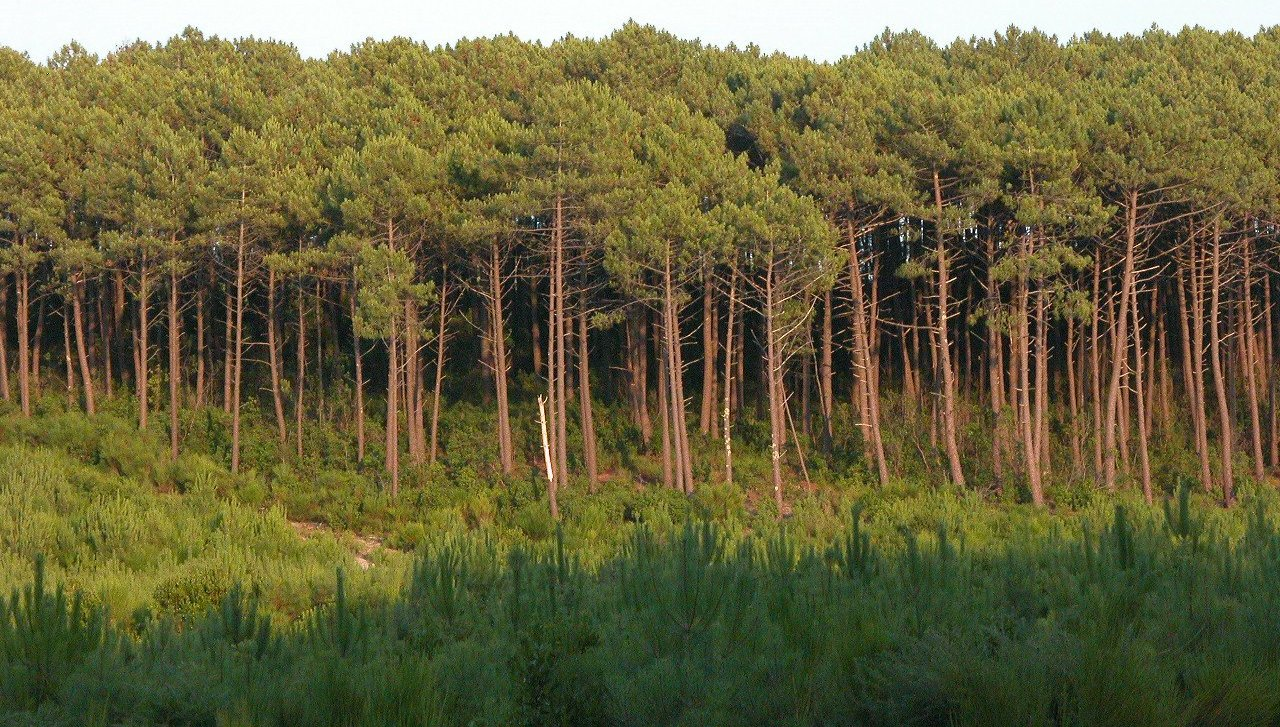
ランドの森

フランス革命期の1790年に県として制定され、ギュイエンヌ地方やガスコーニュ地方と呼ばれた地域に属する。さらにその後、アンシャン・レジーム時代の多様な領域がランド県に併合された。ベアルンにむしろ向かっているシャロッスの農業地帯、ジロンド県と近接する森林などの行政区域である。
近代（1789年-1850年）、ランド県の一部は水はけの悪い荒野で覆われていた（面積の60%から70%）。Landesとは荒れ地を意味する言葉だが、逆説的に地名ともなった。ランド地方の南部は豊かで開墾され、樹木の生長に適した土壌のある、低い丘陵から構成されていた。荒れ地は、ヒツジ（1850年当時、100万頭の動物のうち90万頭を占めていた）に餌を与えるための野焼きで維持されていた。ヒツジを監督していたのが、竹馬に乗って移動するヒツジ飼いたちであった。ヒツジ飼いたちは竹馬を操り、遠距離にいるヒツジを追うため一日に15kmから20kmを容易く移動した。1857年6月19日法（fr）により、古い時代の遅れた農耕・遊牧様式はぬぐい去られた。公有地の大半が自由に使える用になったのである。19世紀半ばに公有地が売りに出されるに伴い、マツの植林が組織的に導入された（樹脂抽出と木材利用のため）。ランド地方の風景は変わり、ランドの森がこうして生まれた。急速に富がもたらされ県2/3の経済は完全に変化した。
2006年6月、ランド県議会は県名を、県立公園と同じ"ランド・ド・ガスコーニュ"（Landes de Gascogne）にすべきと表明した。

## 地理
周囲をジロンド県、ロット県、ジェール県、ピレネー＝アトランティック県に囲まれ、西には大西洋が位置している。フランスではジロンド県に次いで二番目に大きな県である。海岸線106kmあまりには、標高の高い砂丘地帯が連なる（コート・アルジャンと呼ばれる海岸地帯）。県面積の約67%がランドの森である。2009年にはクラウス嵐（fr）が森の北部を襲った。
県南部はアドゥール川が流れ、より丘がちで草地の多いシャロッス地方となる。この農業地帯ではウシやアヒルが育てられ、東のテュルサンのブドウ栽培と同様に、穀物が生産されている。農村地帯ではガスコーニュ語が話されている。
主な産業は林業、農業、畜産業。温泉地やリゾート地が点在し、観光業も盛んである。オスゴールはサーフィンの人気スポットである。

## 文化
スペインに隣接する地域でもあり、各地で闘牛が開催される文化も残る。

## 人口統計
| 1968年  | 1975年  | 1982年  | 1990年  | 1999年  | 2006年  | 2007年  |
| ------- | ------- | ------- | ------- | ------- | ------- | ------- |
| 277 381 | 288 323 | 297 424 | 311 461 | 327 334 | 362 825 | 367 488 |

出典:SPLAF、2006年および2007年はINSEE

### 主なコミューン
| コミューン               | 人口 2007 | 変遷 2007/1999 | コミューン                     | 人口 2007 | 変遷 2007/1999 |
| ------------------------ | --------- | -------------- | ------------------------------ | --------- | -------------- |
| モン＝ド＝マルサン       | 30,212    | 2,3 %          | カップブルトン                 | 7,652     | 15,2 %         |
| ダクス                   | 20,860    | 6,7 %          | スーストン                     | 6,940     | 20,7 %         |
| ビスカロッス             | 12,209    | 31,4 %         | サン＝ヴァンサン＝ド＝ティロス | 6,936     | 29,3 %         |
| サン・ポール・レ・ダクス | 12,024    | 17,6 %         | ミミザン                       | 6,806     | == -0,8 %      |
| タルノス                 | 11,154    | 10,7 %         | エール＝シュル＝ラドゥール     | 6,070     | == 1,1 %       |
| Source : Insee           |           |                |                                |           |                |

## 主な出身者
- ジャン・マクシミリアン・ラマルク

## ギャラリー

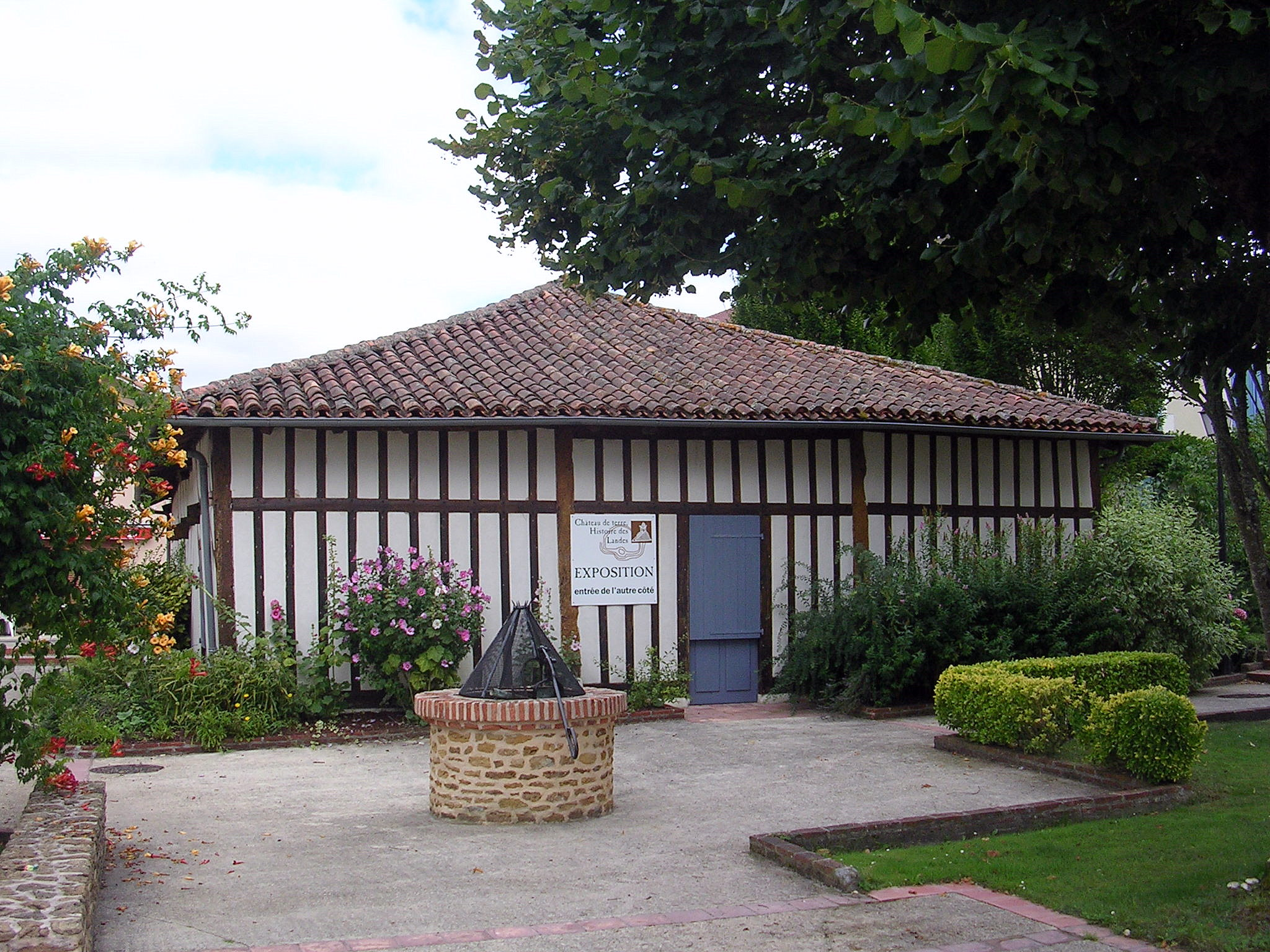
ランド県の木造の家
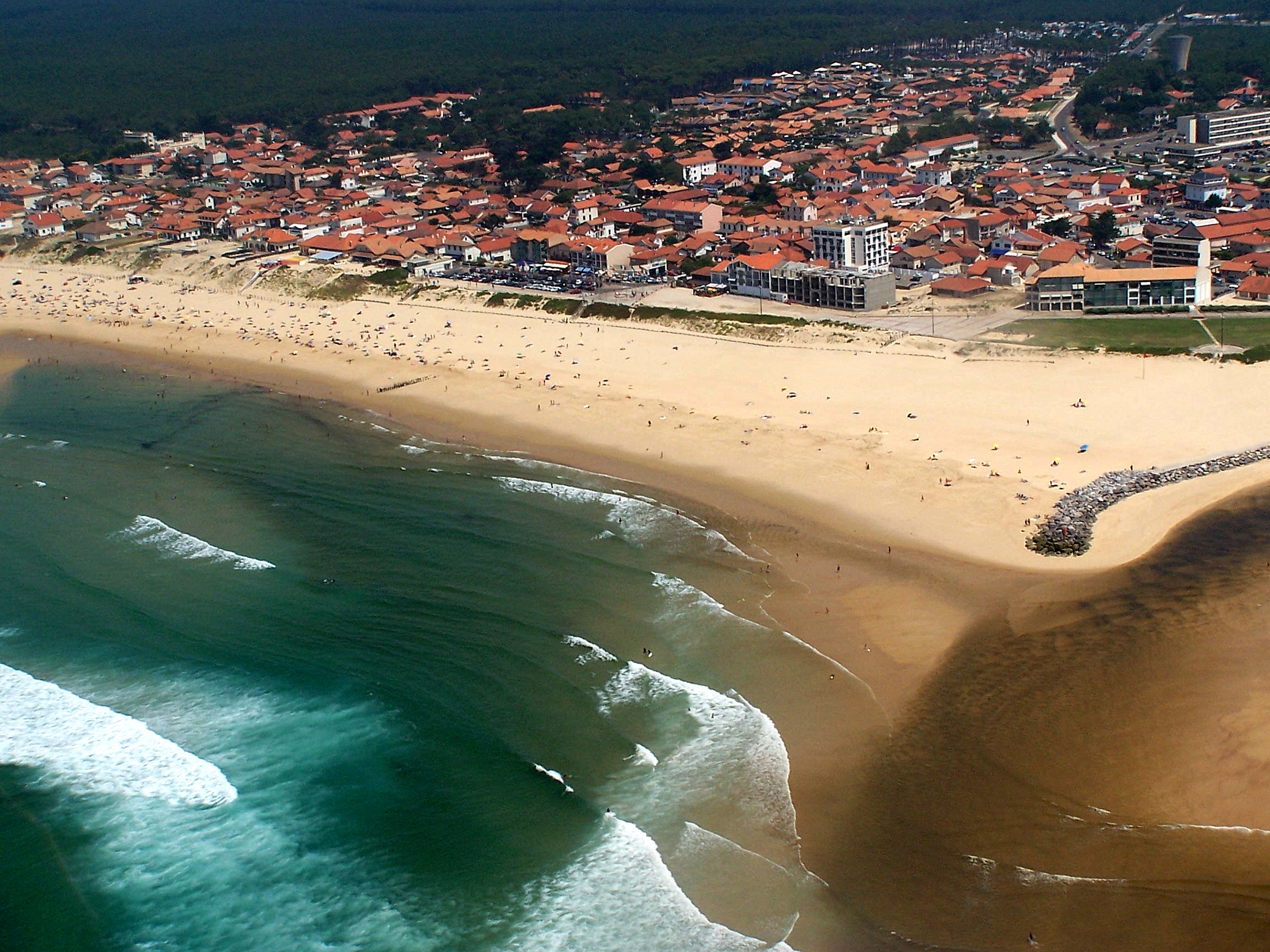
ミミザンの海水浴場
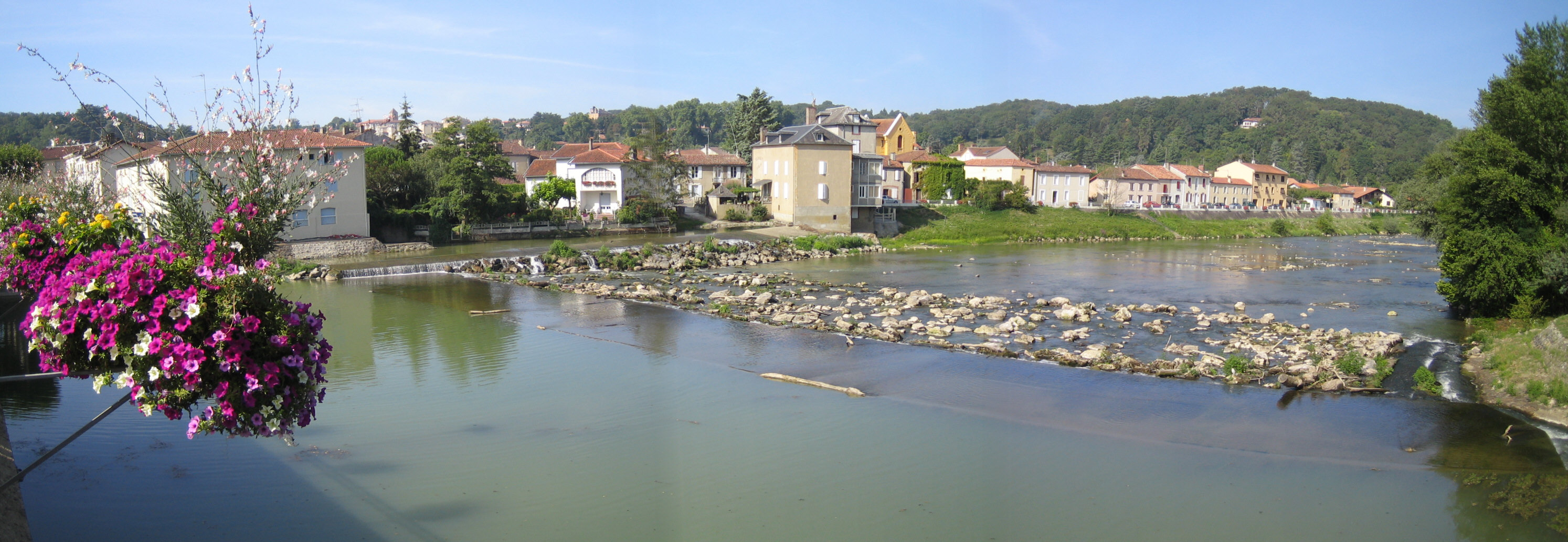
エール＝シュル＝ラドゥール
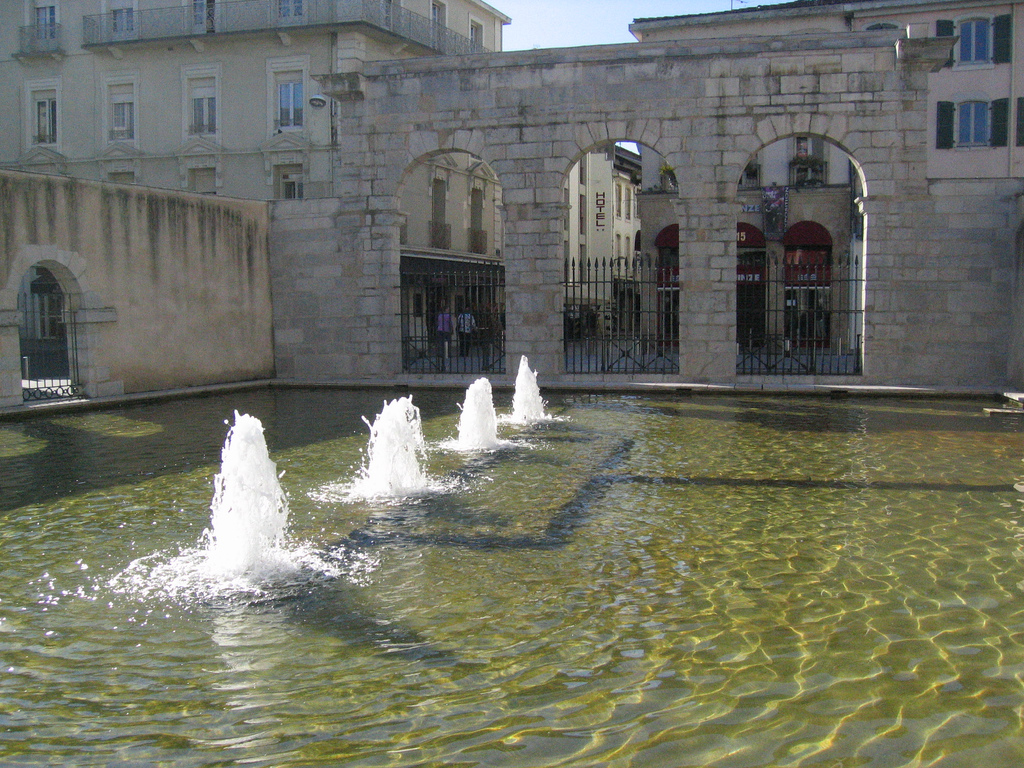
ダクス
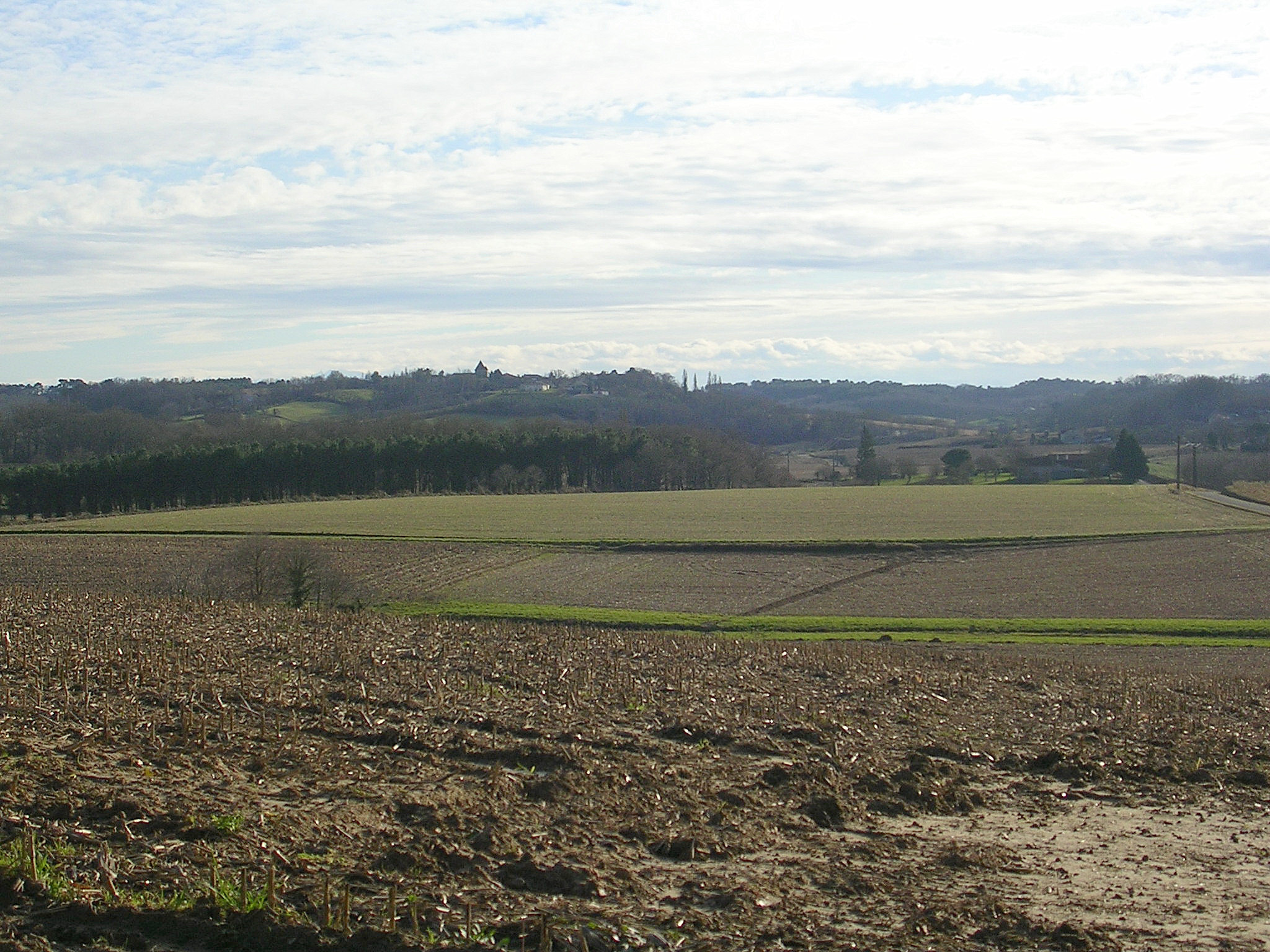
農村地帯の広がるシャロッス